# Lake Mahinerangi
Der Lake Mahinerangi ist ein Stausee zur Stromerzeugung in der Region Otago auf der Südinsel von Neuseeland.

## Geographie
Der Stausee befindet sich 42 km westlich von Dunedin und 27 km nördlich von Milton im beginnenden Hochland von Otago. Der See, der über eine Flächenausdehnung von 18,6 km², erstreckt sich über eine Ost-West-Ausdehnung mit einem Knick nach Südosten von 21,5 km und misst an seiner breitesten Stelle rund 3,4 km.
Gespeist wird der See neben zahlreichen Streams, Creeks und Burns vom von Westen kommenden Waipori River, der den See am Absperrbauwerk zur Stromerzeugung nach Süden im südöstlichen Teil wieder verlässt. Die beiden kleineren Seen Loch Luella und Loch Loudona stehen in direkter Verbindung zum Lake Mahinerangi.
Administrativ zählt der See zum Clutha District.

## Geschichte
Im Mai 1900 brachte der Bergarbeiter John Lawson die Idee auf, im Tal des Waipori River zur Stromerzeugung für den Goldbergbau in der Gegend einen Staudamm zu errichten. 1902 griff eine Gruppe von Geschäftsleuten die Idee auf und versuchten das Vorhaben unter ihrer Firma der Waipori Electric Power Company zu realisieren. Doch der Rat der Stadt Dunedin war mit der privatwirtschaftlichen Lösung nicht einverstanden und übernahm selbst das Projekt. Ein erster Damm wurde errichtet und im Jahr 1907 erzeugten dann zwei 1 MW leistenden Generatoren den ersten elektrischen Strom für die Gegend.
1924 nahm man dann rund 1,1 km stromaufwärts einen neuen Staudamm in Angriff. Doch der schlechte Untergrund ließ das Vorhaben beenden. Stattdessen begann man im Jahr 1931 ein wenige weiter stromaufwärts mit dem Bau des Staudamm, der noch heute im Betrieb ist. Zunächst nur auf eine Höhe von 20,4 m errichtet, erhöhte man den Staudamm 1946 auf seine noch gültige Höhe von 34 m. Ein erstes Kraftwerk am Fuße des Staudamms war auf eine Leistung von 2 MW ausgelegt. In den Jahren der 1960er, 1970er und dann 1981 und 2008 wurden weitere Erneuerungen sowie Ausbauten für die Stromerzeugung vorgenommen, die es ermöglichten, über Tunnel und weiteren kleinen stromabwärts gelegenen Kraftwerken die Kapazität der Stromerzeugung auf heute 83 MW zu vergrößern.

## Kraftwerk
Die Stromerzeugung erfolgt heute über vier Kraftwerke, bei denen bis zum letzten Kraftwerk eine Fallhöhe von insgesamt 165 m zur Stromerzeugung genutzt werden kann. Die Kraftwerke verteilen sich über eine Strecke von rund 4 km. Die Kraftwerksleistung verteilt sich über
- 10,0 MW der Station Waipori 1A
- 58,0 MW der Station Waipori 2A
- 07,6 MW der Station Waipori 3
- 08,0 MW der Station Waipori 4.

Die mögliche Jahresstromerzeugung wird mit 192 GWh angegeben.